# Poule D de la Coupe du monde de rugby à XV 1999
Cet article présente les résultats et des détails sur les matches de la poule D de la Coupe du monde de rugby à XV 1999.

## Classement
| Rang | Pays           | J | V | N | D | Pm  | Pe  | Diff | Pts |
| ---- | -------------- | - | - | - | - | --- | --- | ---- | --- |
| 1    | Pays de Galles | 3 | 2 | 0 | 1 | 118 | 71  | +47  | 7   |
| 2    | Samoa          | 3 | 2 | 0 | 1 | 97  | 72  | +25  | 7   |
| 3    | Argentine      | 3 | 2 | 0 | 1 | 83  | 51  | +32  | 7   |
| 4    | Japon          | 3 | 0 | 0 | 3 | 36  | 140 | -104 | 3   |

|  | Qualifié pour les quarts de finale |
|  | Qualifiés pour les barrages        |

Attribution des points : victoire : 3, match nul : 2, défaite : 1.
Règles de classement : ?

## Les matches
| 1er octobre 1999 14:00 UTC | Pays de Galles                                                                                              | 23 – 18 (13–9) | Argentine                                                                              | Millennium Stadium, Cardiff 72 500 spectateurs Arbitre : Paddy O'Brien |
| 1er octobre 1999 14:00 UTC | Essai(s) : Charvis (39e) Taylor (49e) Transformation(s) : Jenkins 2 Pénalité(s) : Jenkins 3 (29e, 32e, 56e) |                | Pénalité(s) : Quesada 6 (19e, 25e, 36e, 63e, 68e, 73e) Carton(s) jaune(s) : Grau (15e) | Millennium Stadium, Cardiff 72 500 spectateurs Arbitre : Paddy O'Brien |
| 1er octobre 1999 14:00 UTC | |                |                                                                                        | Millennium Stadium, Cardiff 72 500 spectateurs Arbitre : Paddy O'Brien |

| 3 octobre 1999 12:00 UTC | Samoa | 43 – 9 (18–6) | Japon                                 | Racecourse Ground, Wrexham 15 000 spectateurs Arbitre : Andrew Cole |
| 3 octobre 1999 12:00 UTC | Essai(s) : Lima 2 (22e, 84e) So'oalo 2 (30e, 50e) Leaega (81e) Transformation(s) : Leaega 3 (31e, 51e, 82e) Pénalité(s) : Leaega 4 (6e, 10e, 42e, 70e) |               | Pénalité(s) : Hirose 3 (2e, 12e, 51e) | Racecourse Ground, Wrexham 15 000 spectateurs Arbitre : Andrew Cole |
| 3 octobre 1999 12:00 UTC | |               |                                       | Racecourse Ground, Wrexham 15 000 spectateurs Arbitre : Andrew Cole |

| 9 octobre 1999 14:00 UTC | Pays de Galles | 64 – 15 (26–15) | Japon                                                                                             | Millennium Stadium, Cardiff 72 000 spectateurs Arbitre : Joël Dumé |
| 9 octobre 1999 14:00 UTC | Essai(s) : Bateman (6e) Howley (11e) de pénalité (23e) Taylor 2 (26e, 60e) Gibbs (46e) Howarth (57e) Llewellyn (67e) Thomas (75e) Transformation(s) : Jenkins 8 (5e, 23e, 25e, 46e, 57e, 61e, 68e, 75e) Pénalité(s) : Jenkins (52e) |                 | Essai(s) : Ohata (11e) Tuidraki (38e) Transformation(s) : Hirose (12e) Pénalité(s) : Hirose (40e) | Millennium Stadium, Cardiff 72 000 spectateurs Arbitre : Joël Dumé |
| 9 octobre 1999 14:00 UTC | |                 |                                                                                                   | Millennium Stadium, Cardiff 72 000 spectateurs Arbitre : Joël Dumé |

| 10 octobre 1999 12:00 UTC | Argentine | 32 – 16 (3–16) | Samoa                                                                                             | Stradey Park, Llanelli 12 000 spectateurs Arbitre : Wayne Erickson |
| 10 octobre 1999 12:00 UTC | Essai(s) : Allub (68e) Pénalité(s) : Quesada 8 (28e, 42e, 46e, 51e, 66e, 72e, 76e, 80e) Drop(s) : Quesada (44e) |                | Essai(s) : Paramore (24e) Transformation(s) : Leaega (24e) Pénalité(s) : Leaega 3 (18e, 35e, 39e) | Stradey Park, Llanelli 12 000 spectateurs Arbitre : Wayne Erickson |
| 10 octobre 1999 12:00 UTC | |                |                                                                                                   | Stradey Park, Llanelli 12 000 spectateurs Arbitre : Wayne Erickson |

| 14 octobre 1999 14:00 UTC | Pays de Galles | 31 – 38 (18-24) | Samoa | Millennium Stadium, Cardiff 72 000 spectateurs Arbitre : Ed Morrison |
| 14 octobre 1999 14:00 UTC | Essai(s) : de pénalité 2 (13e, 61e) Thomas (18e) Transformation(s) : Jenkins 2 (14e, 62e) Pénalité(s) : Jenkins 4 (30e, 32e, 41e, 43e |                 | Essai(s) : Falaniko (23e) Bachop (34e, 38e) Lam (46e) Leaega (65e) Transformation(s) : Leaega 5 (24e, 35e, 39e, 47e, 66e) Pénalité(s) : Leaega (1re) | Millennium Stadium, Cardiff 72 000 spectateurs Arbitre : Ed Morrison |
| 14 octobre 1999 14:00 UTC | |                 | | Millennium Stadium, Cardiff 72 000 spectateurs Arbitre : Ed Morrison |

| 16 octobre 1999 18:00 UTC | Argentine | 33 – 12 (17-9) | Japon                                       | Millennium Stadium, Cardiff 36 000 spectateurs Arbitre : Stuart Dickinson |
| 16 octobre 1999 18:00 UTC | Essai(s) : Pichot (27e) Albanese (83e) Transformation(s) : Contepomi (84e) Pénalité(s) : Quesada 7 (9e, 20e, 33e, 39e, 45e, 54e, 62e) |                | Pénalité(s) : Hirose 4 (20e, 35e, 39e, 48e) | Millennium Stadium, Cardiff 36 000 spectateurs Arbitre : Stuart Dickinson |
| 16 octobre 1999 18:00 UTC | |                |                                             | Millennium Stadium, Cardiff 36 000 spectateurs Arbitre : Stuart Dickinson |